# Elecciones legislativas de Ecuador de 1836
Las elecciones legislativas de Ecuador de 1836 determinaron quienes conformarían el Congreso Nacional de la República del Ecuador acorde a la constitucion de 1835.
La conformación del legislativo se realizó tras la 2.ª asamblea constituyente convocada por el presidente Vicente Rocafuerte para consolidar la república ecuatoriana tras la Guerra de los Chihuahuas.
Acorde a la normativa de la época, los legisladores eran electos por nominación libre de los electores, sin auspicio partidista o limitaciones por provincia, por lo que enn ocasiones un legislador era electo por varias provincias.

## Nómina de Legisladores

### Senadores
| Provincia  | Diputados                      |
| ---------- | ------------------------------ |
| Chimborazo | Ambrosio Dávalos Mancheno      |
| Imbabura   | Antonio España de la Carrera   |
| Pichincha  | José Fernandez Salvador López  |
| Pichincha  | José Miguel Carrión Valdivieso |
| Pichincha  | José Modesto Larrea y Carrión  |
| Cuenca     | Ignacio Torres y Tenorio       |
| Cuenca     | José Miguel Rodríguez Clemente |
| Cuenca     | Antonio de la Guerra Montero   |
| Loja       | Juan José Flores Aramburu      |
| Loja       | Juan Illingworth Hunt          |
| Guayaquil  | Ángel Tola y Salcedo           |
| Guayaquil  | Diego Noboa y Arteta           |
| Guayaquil  | Francisco de Marcos y Crespo   |
| Manabí     | Vicente Ramón Roca Rodríguez   |
| Manabí     | Ignacio Galecio Ramos          |

### Diputados
38 diputados provinciales
| Provincia  | Diputados                          |
| ---------- | ---------------------------------- |
| Chimborazo | Juan Orejuela de la Barrera        |
| Chimborazo | José María Mancheno y Borrero      |
| Imbabura   | Bacilio Palacios Urquijos          |
| Imbabura   | Ramón Aguirre Izquierdo            |
| Pichincha  | Miguel Alvarado                    |
| Pichincha  | Vicente Flor Eguez                 |
| Pichincha  | Antonio Bustamante del Mazo        |
| Pichincha  | Antonio Pallares Posse             |
| Cuenca     | Atanasio Carrión Serrano           |
| Cuenca     | Manuel Torres Vega                 |
| Cuenca     | Juan de Dios del Corral Zavala     |
| Cuenca     | Antonio Carrasco Álvarez           |
| Loja       | Felipe Letamendi y González Dávila |
| Loja       | Ramón Miño Valdéz                  |
| Loja       | Antonio Soler Hidalgo              |
| Loja       | Antonio Farfán San Román           |
| Guayaquil  | Manuel Ignacio Pareja y Arteta     |
| Guayaquil  | Juan Manuel Benítez Franco         |
| Guayaquil  | José María Santistevan Noboa       |
| Guayaquil  | José María Cucalón Chorroco        |
| Manabí     | Manuel Cantos                      |
| Manabí     | Evaristo Nieto                     |
| Manabí     | Pedro de Alcántara Vera            |
| Manabí     | Juan de Álvarez del Barco          |

Fuente:

## Legisladores que dejaron el cargo
| Legislador                    | Reemplazo                      | Ref.  |
| ----------------------------- | ------------------------------ | ----- |
| Juan Illingworth Hunt         | Pedro José de Arteta y Calisto | [ 3 ] |
| José Modesto Larrea y Carrión | Antonio Martínez Pallares      | [ 3 ] |